# イオンモール姫路大津

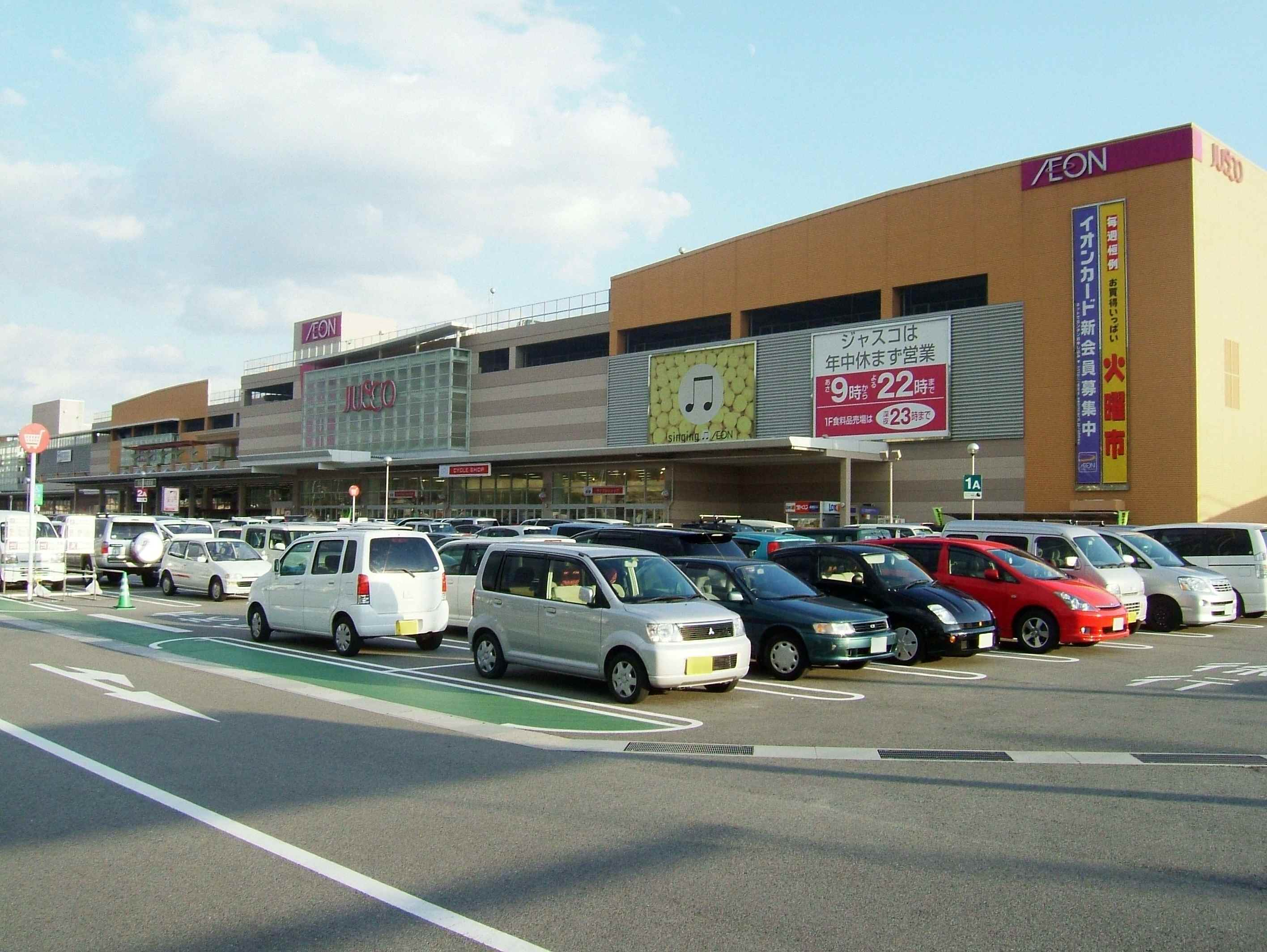
外観（改装前）

イオンモール姫路大津（イオンモールひめじおおつ）は、兵庫県姫路市大津区大津町にあるショッピングセンターである。

## 概要
2004年（平成16年）12月3日に新日本製鐵（現・日本製鉄）広畑製鐵所社宅跡地に「イオン姫路大津ショッピングセンター」として開業した。
開業時の各店舗の名称は「ジャスコ姫路大津店」として約100店舗の専門店が出店していた。
その後、各店舗の「ジャスコ姫路大津店」は2011年（平成23年）3月1日にイオングループの総合スーパーをイオンに店名統一することに伴って「イオン姫路大津店」に改称した。
当施設の名称も、同年から進められたイオンの大型ショッピングセンターの名称の「イオンモール」への統一に伴い、同年11月21日よりショッピングセンターの名称も「イオンモール姫路大津」に変更された。

## 主なテナント
核店舗のイオン（旧ジャスコ）姫路大津店のほか、約100店舗の専門店テナントが出店。
出店テナント全店の一覧・詳細情報は公式サイト「ショップリスト」を、営業時間およびATMを設置する金融機関の詳細は公式サイト「インフォメーション」を参照。

### イオン姫路大津店
モール建物西側の1階・2階はイオン直営売り場となっている。
1階は食料品・日用雑貨・家電・化粧品・くすり・文具など、2階は婦人ファッション・紳士ファッション・子供ファッション・ベビー・インナーウェア・靴・鞄・おもちゃなどが販売される。

## アクセス
- 西日本旅客鉄道（JR西日本）山陽本線 はりま勝原駅南口より、徒歩約10分（約750m）。
- 神姫バス東大津バス停下車すぐ。